# نانو سيتي
نانو سيتي كان مشروع مقترح بواسطة حكومة هاريانا وصابر باتيا الذي هو مؤسس بريد الهتميل لبناء مدينة مشابهة للسيلكون فالي في شمال انديانا. كان من المتفرض أن تغطي هذه المدينة مساحة إحدى عشر ألف فدان بالقرب من مدينة بانتشكولا الهندية .

## وصلات خارجية
- الموقع الرسمي لمدينة نانو سيتي